# Grien-Insel
Die Grien-Insel ist eine Insel in der Stadt Dietikon im Schweizer Kanton Zürich. Sie liegt zwischen der Limmat im Osten und einem Kanal des Kraftwerkes Dietikon der Elektrizitätswerke des Kantons Zürich im Westen. Das Kraftwerk nimmt die ganze südliche Hälfte der Insel ein, während der nördliche Teil vorwiegend bewaldet ist.
Die Insel ist 1100 Meter lang, jedoch nur maximal 110 Meter breit. Die Fläche beträgt rund acht Hektar. Der höchste Punkt liegt auf 388 m ü. M. im Süden der Insel bei der Strassenbrücke zwischen Dietikon und Fahrweid, der tiefste Punkt befindet sich im äussersten Norden der Insel auf 380 m ü. M.

## Geschichte
Das Gebiet Grien war früher ein Sumpfgebiet, welches ständig von Überflutungen betroffen war. Die Limmat floss damals weiter östlich im heutigen Gebiet Au bei Fahrweid. Hier lag auch die Flussinsel Dornau, deren Umrisse durch die Altarme noch heute gut zu erkennen sind. Im Norden fand sich eine Halbinsel, welche heute teilweise den nördlichen Teil der Grien bildet und auf welcher römische Mauerreste gefunden wurden. Im südlichen Teil des Gebietes befand sich seit 1832 eine Fähre, welche bis 1895 nach Weid übersetzte und dem Weiler den späteren Namen Fahrweid einbrachte.
Eine Insel wurde das Gebiet Grien erst später. Am 19. Oktober 1856 stellten J.H. Boiler und Dr. J. Hegnauer in Fehraltorf ein Gesuch an den Regierungsrat, um für den Betrieb einer Baumwollweberei ein Wehr, einen rund 880 Meter langen Kanal sowie ein Wasserkraftwerk errichten zu dürfen. Dieses Gesuch wurde am 14. März 1857 gutgeheissen, jedoch unter anderem mit der Bedingung, für die Schifffahrt eine Kammerschleuse zu errichten. Dies war deswegen aussergewöhnlich, da im Jahre zuvor die Bahnstrecke Zürich–Baden mit der Strecke Baden–Aarau bis nach Brugg verlängert wurde und ein Eisenbahnnetz langsam gestalt annahm.
1857 wurde mit den Bauarbeiten begonnen und nach etwa drei Jahren waren der 350 Meter lange Oberwasserkanal, der 250 Meter lange Unterwasserkanal sowie ein Maschinenhaus fertiggestellt und in Betrieb genommen worden. Dadurch entstand die heutige Insel, die schon damals in etwa ihre heutige Form besass. Dies schuf auch neue Verhältnisse für die Fährverbindung, welche nun eine kürzere Distanz zurücklegen musste. Von Dietikon aus führte ein Pfad mit einer Brücke auf den südlichsten Teil der Insel, an deren Ostseite sich dann die Fähre befand.
Man stellte jedoch fest, dass die einfache Steinschüttung zu wenig Wasser in den Kanal leitete und so wurde eine 30 Zentimeter hohe Schwellenwand errichtet. Die erste Wassermessung erfolgte 1864 und ergab bei einem Gefälle von 2,07 Metern eine verarbeitete Menge von 1,7 m³/s, was einer Bruttoleistung von etwa 50 PS entsprach. Dafür musste ein Wasserzins von 145 Franken bezahlt werden. Die Nettoleistung dagegen dürfte ungefähr 36 PS betragen habe.
Es folgten immer wieder kleine Anpassungen, um den gesteigerten Ansprüchen gerecht zu werden oder um im Betrieb herausgestellte Mängel zu beheben. Dazu kam, dass sich im Oberwasserkanal immer wieder Schlamm ablagerte, so dass zu dessen Beseitigung die ganze Weberei mit 236 Webstühlen abgestellt werden musste. Um dem entgegenzutreten, wurde 1866 ein Leerlaufkanal fertig gebaut, welcher eine Länge von 220 Metern maß. 1870 sowie 1877 wurde das Wehr umgebaut. Dabei hielt man sich nicht immer an die Vorschriften und so wurden die Werkbesitzer wegen unbewilligter Änderungen sogar zu einer Busse verdonnert. Dabei musste auch ein nicht bewilligter Steindamm wieder entfernt werden.
1880 wurden nach mehreren Hochwassern die Bauarbeiten zur Limmatkorrektur zwischen Oetwil an der Limmat und Zürich gestartet. Der Abschnitt zwischen Bahnhof Dietikon und der Reppisch Mündung wurde dabei 1887 in Angriff genommen und 1888 abgeschlossen. Geänderte Abfluss- und Gefällverhältnisse zwangen die Werkbesitzer daraufhin, abermals Änderungen am Wehr durchzuführen. Dafür wurde 1888 ein kleiner Gleichstromgenerator in Betrieb genommen, welcher der erste im ganzen Limmattal war.
1897 wurde vom Kanton die erste Limmatbrücke zwischen Dietikon und Fahrweid eröffnet, worauf die Fähre ihren Zweck verlor. Die nächsten Brücken über die Limmat fanden sich nicht weit entfernt flussaufwärts bei Unterengstringen, die nächste Brücke flussabwärts jedoch erst bei Wettingen im Kanton Aargau. 1901 folgte eine Verstärkung der Kanalbrücke und 1929 wurde als Folge des zunehmenden Strassenverkehrs sowie dem Bau der Ueberlandstrasse ein weiterer Ausbau nötig. Bei diesem Anlass wurden zugleich die Achsen der beiden Brücken in eine Gerade verlegt.
1908 übernahm die im gleichen Jahr gegründete EKZ das Werk. Die Infrastruktur wurde erstmals 1913 ausgebaut, 1930 folgten weitere Gebäude. Der nördliche Teil der Insel wurde erst um 1940 mit einem Pfad erschlossen, jedoch befand sich schon vorher ganz im Norden der Grien beim Zusammenfluss von Reppisch und Unterwasserkanal eine Fussgängerbrücke, die heute als Reppischbrücke denkmalgeschützt ist. Anfangs waren nur zwei voneinander getrennte Waldstücke vorhanden, bis um die Anfang der siebziger Jahre fast der gesamte nördliche Teil aufgeforstet wurde.